# Hanno Selg
Hanno Selg (Tartu, 1932. május 31. – 2019. október 2.) olimpiai ezüstérmes szovjet-észt öttusázó.

## Pályafutása
Az 1960-as római olimpián csapatban ezüstérmes, egyéniben tizedik lett.

## Sikerei, díjai
- Olimpiai játékok
  - ezüstérmes: 1960, Róma